# Avluftningsventil

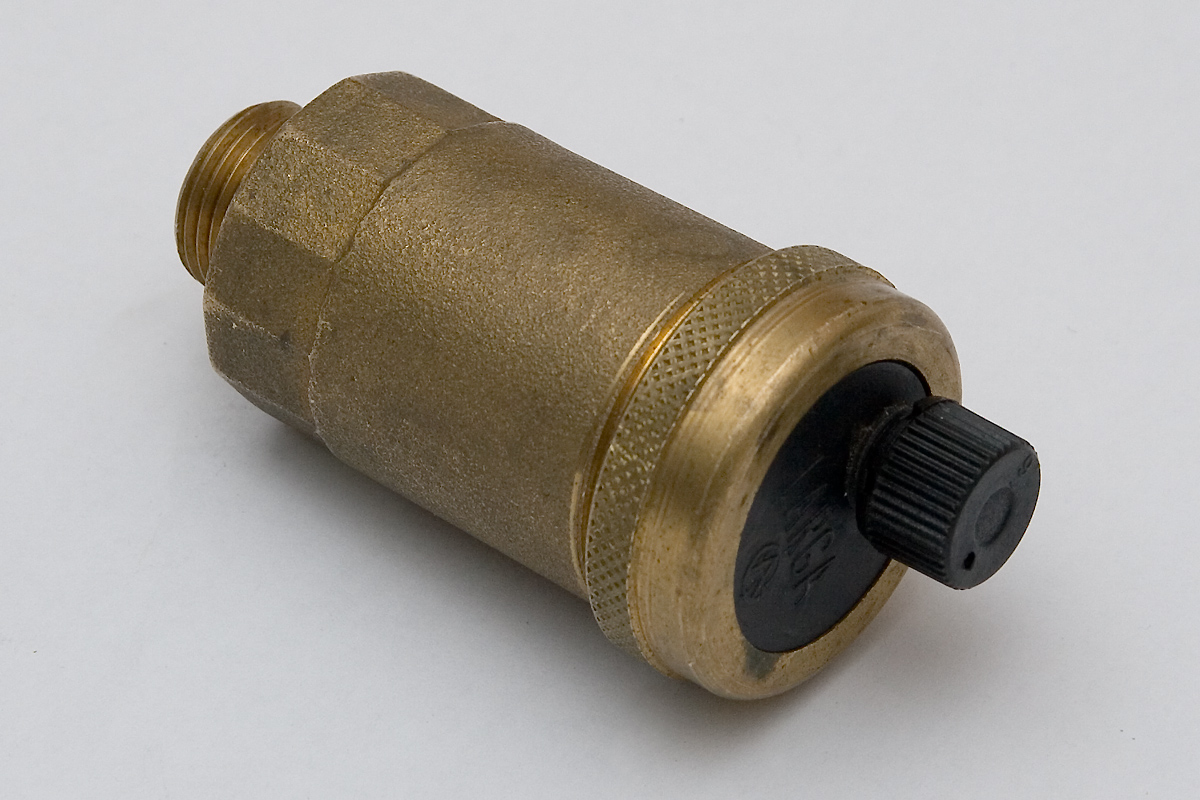
Avluftningsventil

Avluftningsventil kallas luftutsläppet på vissa komponenter i pneumatiska system. Kompletteras ofta med en ljuddämpare.
Avluftningsventil finns även på vätskeburna system, ex. radiatorer för värme och kylbafflar för kyla. Syftet är då att släppa ut luft som fanns i systemet i samband med påfyllning av vätska eller läckt in i det slutna rörsystemet. För att transportera vätskan används pumpar vars funktion blir lidande eller uteblir om det finns luft i systemet. Avluftningsventilen placeras vanligen på högpunkter i vätskesystemet då luften naturligt stiger uppåt. Luften försämrar även värmeledningen på grund av att luftens värmekapacitet är betydligt sämre än ex. vatten. 
En mer avancerad typ av avluftningsventil är en maskin som kallas avgasare. Denna används bl.a. vid påfyllning av vätskesystem eller för att plocka bort gaser (luft) i driftsatta system. En avgasare använder sig ofta av vakuum och kan på så sätt plocka bort gaser som ännu inte har frigjort sig naturligt i vätskorna, till skillnad från avluftningsventilen som bara kan släppa ut frigjorda gaser. En avgasare fungerar även då den är placerad på en lågpunkt, ex. i en källare.